# Catàleg Harvard Revisat
El Bright Star Catalogue, el predecessor de Yale Catalogue of Bright Stars (o Yale Bright Star Catalogue), és un catàleg d'estrelles, i per tant, una llista d'estrelles segons la seva magnitud fins a la magnitud 6,5 o més brillants, la qual cosa s'aproxima a les que es poden veure per l'ull nu. Es pot aconseguir a Internet en la seva cinquena edició de molts fonts. Encara que l'abreviació per aquest catàleg és BS o YBS, s'esmenten estrelles indexades en aquest catàleg amb l'abreviació HR abans del nombre de catàleg, degut al seu predecessor de 1908, el Harvard Revised Photometry Catalogue produït pel Harvard College Observatory.